# Lauren Carlini
Pour les articles homonymes, voir Carlini.
Lauren Carlini est une joueuse américaine de volley-ball née le 28 février 1995 à Geneva, dans l'Illinois. Elle a remporté avec l'équipe des États-Unis la médaille d'argent du tournoi féminin aux Jeux olympiques d'été de 2024, organisés à Paris.